# شهرستان جوزفین (اورگن)
شهرستان جوزفین، اورگن (به انگلیسی: Josephine County, Oregon) شهرستانی در ایالات متحده آمریکا است که در اورگن واقع شده‌است.

## خصوصیات
شهرستان جوزفین ۴٬۲۵۲٫۷۸ کیلومترمربع مساحت دارد.